# Valère Ollivier
Valère Ollivier (Roeselare, 21 september 1921 – Roeselare, 10 februari 1958) was een Belgische wielrenner. Hij was beroepsrenner van 1943 tot 1955.

## Biografie
Valère Ollivier, ook geschreven als Valeer Ollivier, werd in de wijk Krottegem in Roeselare geboren. Hij werd al snel een populaire wielrenner in zijn thuisstad en regio, vooral door zijn vele overwinningen in de zogenaamde kermiskoersen.
Sedert 1945 bestaat er in Roeselare een supportersclub Valeer Ollivier. Die organiseerde ieder jaar een Grote Prijs Valeer Ollivier voor beroepsrenners. Deze wedstrijd hield zo'n 50 jaar later op te bestaan.
Zoals veel wielrenners had Ollivier een eigen café: Café L'Europe in de Ooststraat in Roeselare.
Ollivier overleed op 10 februari 1958 aan een embolie, een paar jaar nadat hij gestopt was met koersen. Zijn supportersclub bleef nog decennia bestaan, maar supporterde later ook voor de succesvolle pistier Patrick Sercu.
In 2006 besliste de stad Roeselare de straten in een nieuwe wijk te noemen naar Roeselaarse wielrenners. Zo ook de Valeer Ollivierstraat.

## Belangrijkste overwinningen
- 1942:  Kampioen van België bij de junioren
- 1945: Kuurne-Brussel-Kuurne
- 1948: Gent-Wevelgem
- 1949:  Kampioen van België bij de beroepsrenners
- 1950: Kuurne-Brussel-Kuurne, 2de rit in Ronde van België
- 1951: Europees kampioen op de baan in de ploegkoers, samen met Albert Sercu, en de Omloop der Vlaamse Ardennen
- 1953: 3de rit (eerste deel) in Parijs-Nice
- 1955: 1ste rit in de Ronde van Marokko
- In 1950 en 1952 werd hij uitgeroepen tot Koning van de Wegkoersen door zijn vele overwinningen in de 'kleinere' wegritten of zogenaamde kermiskoersen.

In totaal won Valère Ollivier een 85-tal wedstrijden bij de beroepsrenners.

## Resultaten in voornaamste wedstrijden
| Jaar | Milaan-San Remo | Gent-Wevelgem | Ronde van Vlaanderen | Parijs-Roubaix | Luik-Bast.‑Luik | Ronde van Lombardije | Omloop Het Volk | Parijs-Brussel | Kuurne-Brussel-Kuurne |  | WK op de weg |
| ---- | --------------- | ------------- | -------------------- | -------------- | --------------- | -------------------- | --------------- | -------------- | --------------------- |  | ------------ |
| 1945 |                 |               |                      | 22e            |                 |                      |                 |                |                       |  |              |
| 1946 |                 |               | 29e                  |                |                 |                      | 6e              |                |                       |  |              |
| 1947 |                 | 4e            |                      |                |                 |                      | 31e             |                |                       |  |              |
| 1948 |                 | Goud          | 37e                  |                |                 |                      |                 |                |                       |  |              |
| 1949 |                 | 4e            | ↑                    | 56e            |                 | 42e                  | 7e              |                | Zilver                |  | opgave       |
| 1950 |                 |               | 7e                   |                |                 |                      | 19e             | 9e             | Goud                  |  | 11e          |
| 1951 |                 |               | 10e                  | 27e            | 10e             |                      | 7e              |                |                       |  |              |
| 1952 | 31e             |               | 8e                   | 23e            | 32e             |                      | 8e              |                |                       |  |              |
| 1953 | Brons           | 11e           | 10e                  |                | 21e             |                      |                 | 12e            |                       |  |              |
| 1954 | 13e             |               | 8e                   |                | 21e             |                      | 20e             | 31e            |                       |  |              |
| 1955 |                 |               | 17e                  |                |                 |                      |                 |                |                       |  |              |